# Torball

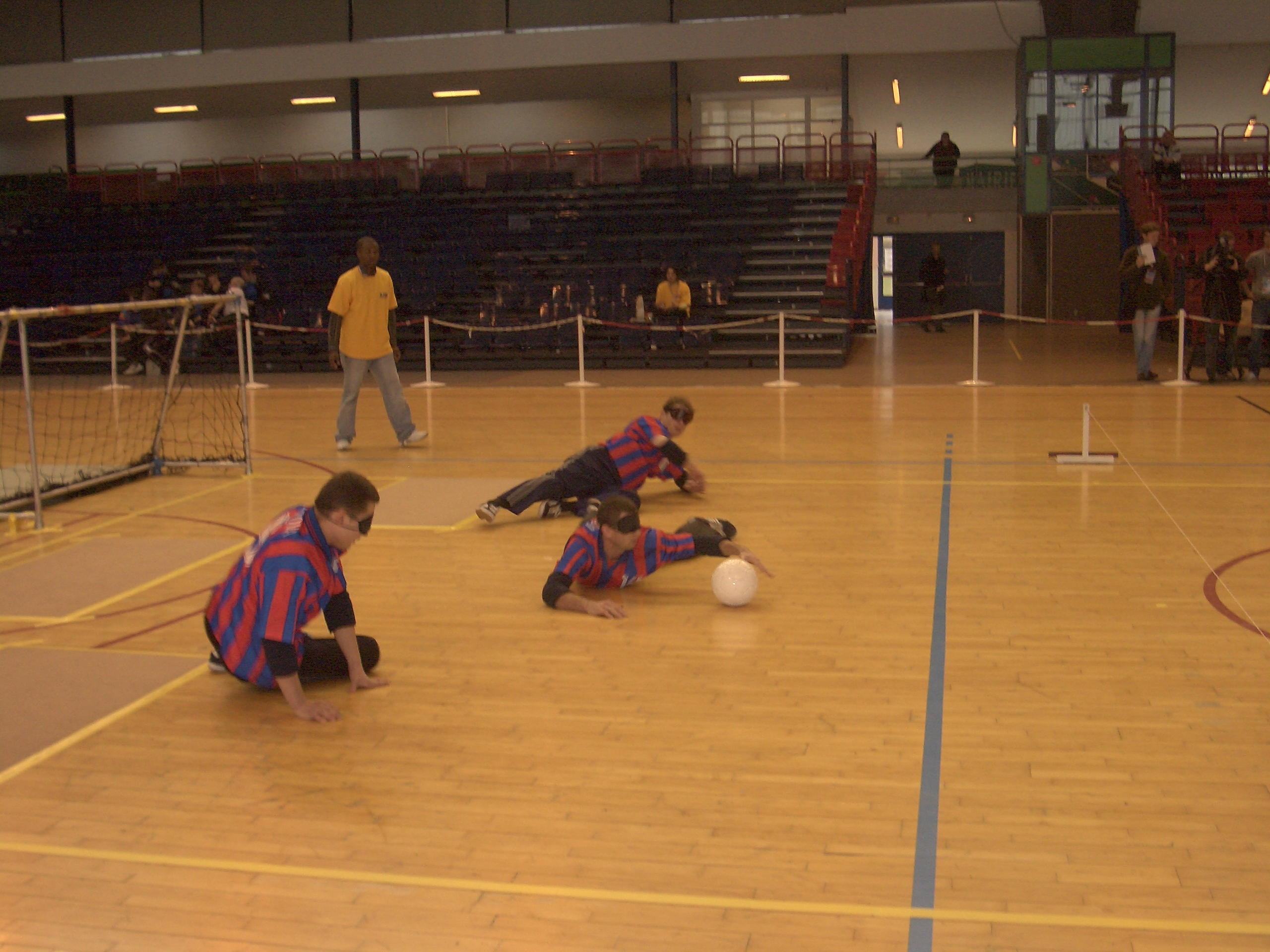

Torball (niem. piłka bramkowa) – drużynowa dyscyplina sportu przeznaczona głównie dla osób niedowidzących i niewidomych. Polega na zdobyciu jak największej ilości goli za pomocą ważącej 500 g piłki wydającej dźwięk podczas toczenia się po boisku. Drużyna torballu liczy 6 zawodników (3 grających i 3 rezerwowych). Boisko ma wymiary 7x16 m.
W torballu są rozgrywane Mistrzostwa Europy i Świata. Obecnie torball uprawia się w około 30 krajach świata. Torball zdobył największą popularność we Francji, Belgii i we Włoszech, gdzie rozgrywki krajowe obejmują 3 lub 4 ligi. Gra jest popularna także w krajach niemieckojęzycznych, Mołdawii, Rumunii, Rosji, na Węgrzech a poza Europą m.in. w Argentynie, Urugwaju, Kamerunie, Wybrzeżu Kości Słoniowej, Papui-Nowej Gwinei i Uzbekistanie.
Ostatnie mistrzostwa Świata odbyły się w 2007 w Innsbrucku. Wśród kobiet zwyciężyła reprezentacja Włoch, zaś wśród mężczyzn Niemcy.
W Polsce torball był uprawiany do początku lat 90. XX wieku.